# Таткожтрест
Таткожтрест — советская  компания. Полное наименование — Объединение государственной кожевенной промышленности ТАССР (Таткожтрест). Управление компании располагалось в Казани.

## История

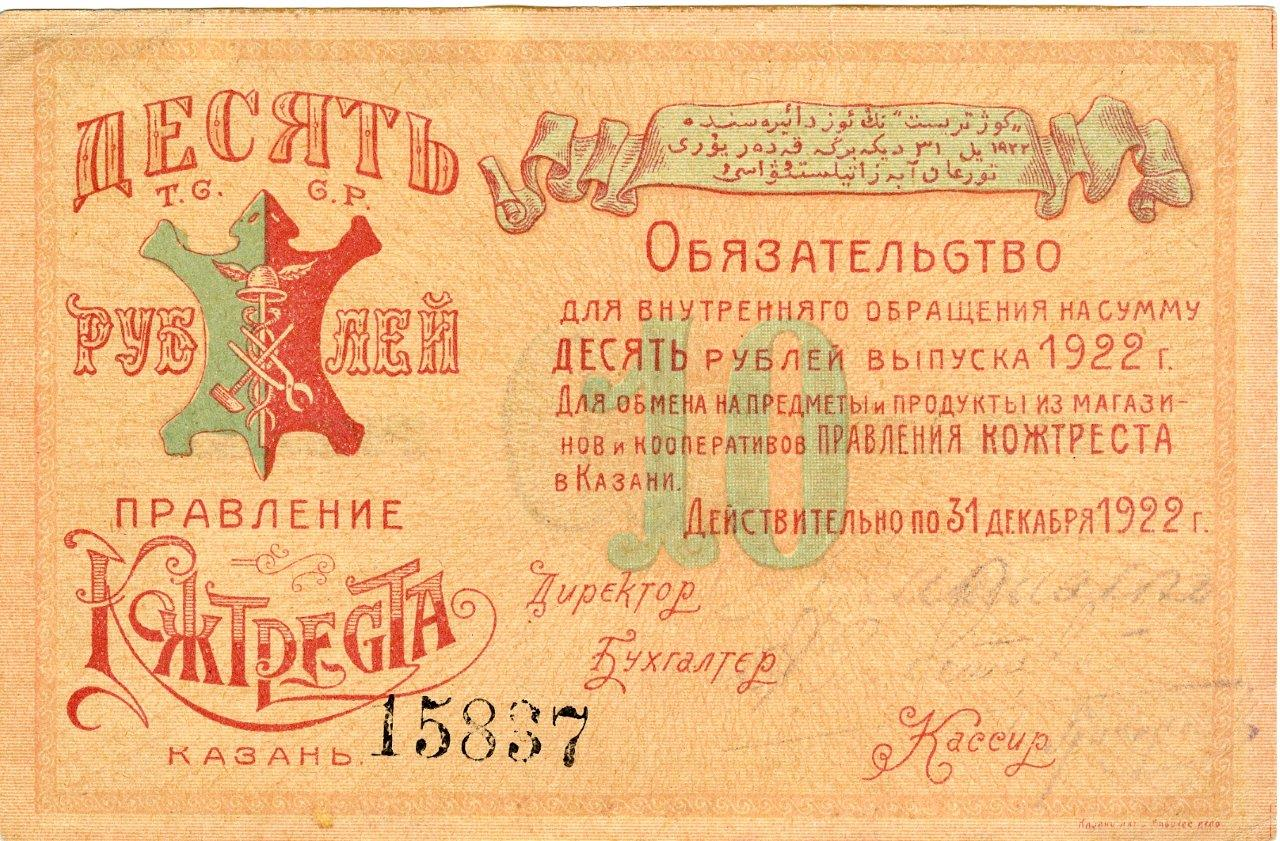
Обязательство для внутреннего обращения на сумму 10 руб. выпуска 1922 г. Объединения государственной кожевенной промышленности ТАССР. Г. Казань.

Компания основана в конце 1921 года на базе упраздненного тогда же Татарского комитета кожевенной промышленности ТСНХ (Таткож). В свою очередь предшественником просуществовавшего чуть более двух лет Таткожа являлся Губернский комитет кожевенной промышленности (Губкож) на правах отдела Казанского ГСНХ.
Таткожтрест объединял семь заводов и четыре подсобных предприятия с четырьмя тысячами рабочих. В кратчайшие срок после своего возникновению Объединению удалось выйти на качественно новый уровень показателей производственной деятельности. Как было сказано в статье главной советской газеты "Правда" тех дней:
```
"...но вот проходит девять месяцев. Кожтрест не только 'не треснул', но наоборот, достиг больших положительных результатов. Вновь восстановленные предприятия ныне работают полным ходом. Торговый оборот треста равен 250 миллиардов рублей. Производительность заводов непрерывно растет".
[
3
]
```

Огромную роль в становлении и развитии Таткожтрестра сыграл его первый председатель Правления, бывший рабочий Путиловского завода и участник Октябрьского вооруженного восстания Ф. А. Приставке, ко всему прочему большое внимание уделявшему также улучшению материально-бытовых условий рабочих.
Объединение Таткожтрест, в которое входили кожевенные, обувные (в том числе известная, существующая поныне обувная фабрика Спартак), а также льнопрядильные и ткацкие предприятия, было упразднено в 1934 г.

Председатель Правления компании — Федор Анисимович Приставке.